# Arado Ar 65
Arado Ar 65 byl německý dvouplošný jednomístný stíhací letoun užívaný ve druhé světové válce. Jednalo se o jeden z prvních strojů novodobé Luftwaffe. Letoun vznikl ze svého předchůdce stroje Arado Ar 64. První prototyp Ar 65 vzlétl v roce 1931 a stroj byl postupně modernizován a byly zlepšovány jeho technické parametry. S postupem doby se ukazovalo, že letadlo zastarává, ovšem jako školní stíhačka bylo vyráběno až do roku 1937.

## Vznik a vývoj
Příchod nacistů k moci v roce 1933 znamenal nevídaný rozmach armády a tím pádem i letectva. Tak se tehdejší letecký odbor RWM (Reichskommissariat für die Luftfahrt) přejmenoval na RLM (Reichsluftfahrtministerium - říšské ministerstvo letectví, a jeho šéfem se stal Hermann Göring, bývalé stíhací eso z první světové války. Ten na přímý rozkaz Adolfa Hitlera začal budovat nové letecké síly, kvůli Versailleské smlouvě dočasně v tajnosti a začaly se nazývat Luftwaffe. Mnohé letecké konstrukční kanceláře získaly štědré financování, které jim umožnilo vývoj nových strojů. Pod kontrolu úřadu RLM se takto dostala i firma Arado Flugzeugwerke, jejímž generálním konstruktérem se stal Ing. Walther Blume.
Její předešlý šéfkonstruktér Walther Rethel však ještě před odchodem k Messerschmittovi navrhl nový stíhací letoun s názvem SD-V, později nově označený Ar 65. Konstrukčně navazoval na předešlý typ Ar 64, avšak měl mnohé technické a aerodynamické úpravy, hvězdicový devítiválec Bristol Jupiter (v licenci Siemens) o výkonu 360 kW/490 k byl zaměněn za německý vidlicový, kapalinou chlazený dvanáctiválec BMW VI 7.3Z , s obsahem 46,93 l a vzletovém výkonu 551 kW/750 hp. Nová stíhačka Ar 65 byla smíšené konstrukce: základ trupu tvořila svařovaná trubková přehrada pokryta duralovými plechy a plátnem, nosné a ocasní plochy byly dřevěné s částečně plátěným a překližkovým potahem. První prototyp verze Arado Ar 65a vzlétl na sklonku roku 1931. Zanedlouho následovaly stroje Ar 65b a Ar 65c z jara 1932. „Céčko“ již mělo nové dolní křídlo, na které již přibyla křidélka. Ta byla u prvních dvou exemplářů pouze na horním křídle.
Po testech provedených s prvními třemi prototypy se ukázalo, že je nutno konstrukci upravit. Výsledkem těchto úprav byl prototyp Ar 65D dokončený v roce 1932, jehož sériová výroba byla zahájena následující rok. Letoun měl snížený hřbet trupu před i za pilotní kabinou a dodatečné vyvážení výškovek. Ve srovnání s Ar 65a se hmotnost prázdného letounu zvýšila z 1290 kg na 1815 kg a celková hmotnost z 1465 kg na 1905 kg. Přesto se výkony podstatně zlepšily. Po zavedení dalších drobných úprav byla zahájena sériová výroba v roce 1933. Tato verze měla instalovanou pumovnici, kde mohlo být vertikálně umístěno 6 pum po 10 kg.
Odstraněním vnitřní pumovnice vznikla následná verze Ar 65 E, která už měla zabudovanou radiostanici. Změněná byla i výzbroj; starou dvojici kulometů LMG 08/15 ráže 7,92 mm z dob první světové války nahradily nové kulomety MG 17 ráže 7,92 mm s vyšší kadencí.
Po jistém čase přestala firma Arado stíhat plnit všechny objednávky, a tak se do výroby zapojily i další firmy: AGO-Apparatenbau GmbH (36 ks Ar 65F) a Erla-Maschinenwerk GmbH (24 ks Ar 65G). Výroba tohoto typu skončila v roce 1937.

## Operační nasazení
První stroje Ar 65 obdržela Reklame-Staffel v Berlíně-Staakenu v roce 1933. Dne 1. dubna 1934 byla tato jednotka přejmenována na Reklame-Staffel Mitteldeutschland a postupně rozšířena na tři letky. Od července 1934 se začalo s jejím přezbrojováním na modernější stroje He 51. 14. března 1935 byla jednotka opět přejmenována na Jagdgeschwader 132, pozdější JG 2. Poslední Ar 65 opustily JG 132 koncem roku 1935 a byly přiděleny jako školní stíhací stroje do DVS Jagdfliegerschule ve Schliessheimu. V této roli sloužily až do léta 1944 např. u jednotky A/B 23 v Kaufbeurenu.
Přechodně byla Ar 65 vyzbrojena první jednotka střemhlavých bombardérů Luftwaffe-Fliegergruppe Schwerin, pozdější I./St.G. 162.
V květnu 1940 měla Luftwaffe ve stavu ještě 117 ks Ar 65, v lednu 1944 jejich počet klesl na 14. Nasazeny byly také na území protektorátu např. u jednotky A/B Fliegerschule 13 v Plzni a také na východní frontě, kde působily od roku 1943. Jejich úkolem bylo tažení nákladních kluzáků DFS 230, na což byly upraveny přidáním háku pod zadní část trupu, osazením nových pneumatik a instalací přídavných palivových nádrží pod horní křídlo. Takto upravené letouny používala např. jednotka 4./ErgGr(S)1.

## Uživatelé
Bulharsko
- Bulharské letectvo obdrželo 12 ks Ar 65 v roce 1937.

 Německo
- Luftwaffe

## Specifikace (Ar 65e)

### Technické údaje
- Osádka: 1
- Rozpětí: 11,20 m
- Délka: 8,40 m
- Výška: 3,42 m
- Nosná plocha: 30 m²
- Hmotnost prázdného letounu: 1500 kg
- Vzletová hmotnost: 1915 kg
- Pohonná jednotka: 1 × kapalinou chlazený dvanáctiválcový vidlicový letecký motor BMW VI
- Výkon motoru: 552 kW (750k)

### Výkony
- Maximální rychlost: 300 km/h
- Cestovní rychlost: 246 km/h
- Čas výstupu do výšky 5000 m: 10,6 min
- Dostup: 7600 m

### Výzbroj
- 2 × kulomet MG 17 ráže 7,92 mm po 500 nábojích